# Gartenstadt Falkenberg

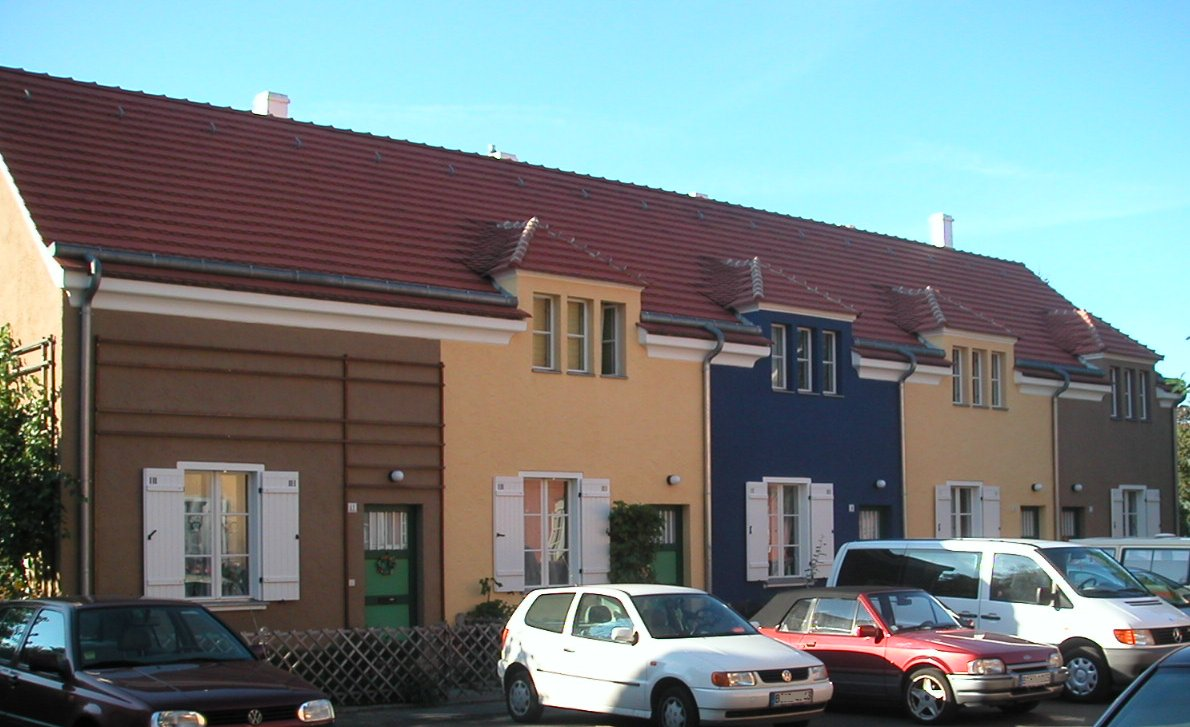
Die hervorstechende Farbigkeit gilt als Besonderheit der Tuschkastensiedlung

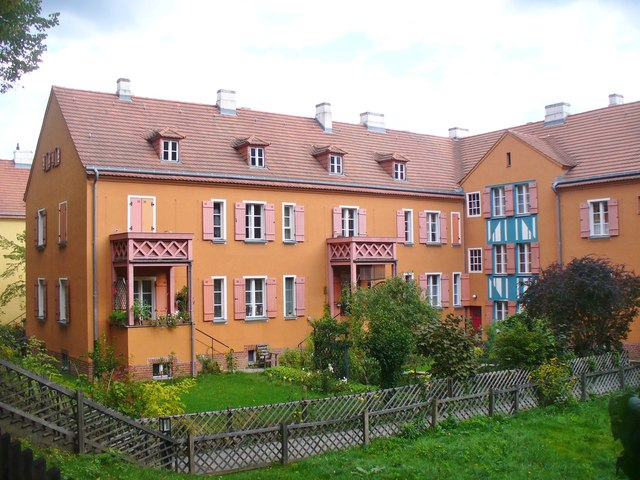
Mehrfamilienhaus

Die Gartenstadt Falkenberg, auch Tuschkastensiedlung genannt, ist eine Wohnsiedlung im Berliner Ortsteil Bohnsdorf im Bezirk Treptow-Köpenick. Im Juli 2008 wurde sie als eine von sechs Wohnsiedlungen der Berliner Moderne in die UNESCO-Liste des Weltkulturerbes aufgenommen.
Der Name leitet sich vom nahegelegenen Falkenberg ab und hat nichts zu tun mit dem Ortsteil Falkenberg im Bezirk Lichtenberg.

## Planung

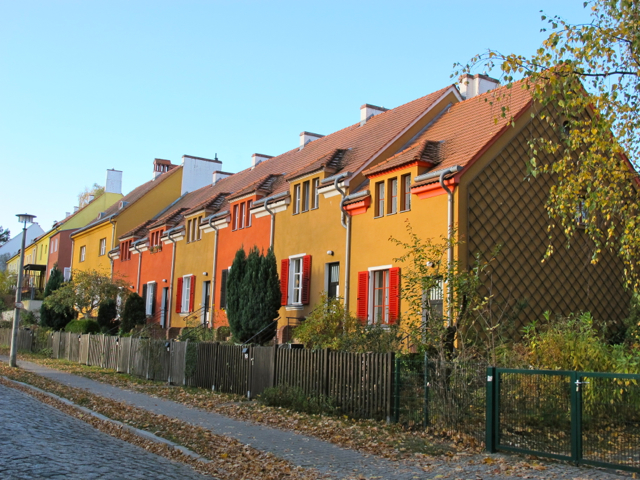
Reihenhäuser Gartenstadtweg

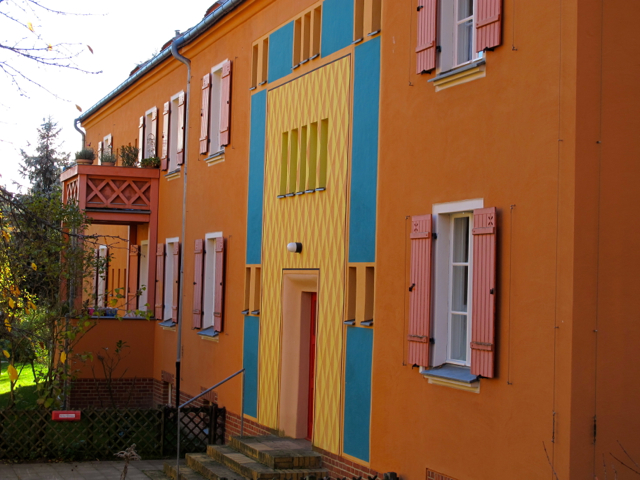
Fassadengestaltung

Der Architekt Bruno Taut bekam 1912 von dem damaligen Berliner Spar- und Bauverein (heute: Berliner Bau- und Wohnungsgenossenschaft von 1892 eG) den Auftrag, im Südosten von Berlin im heutigen Bezirk Treptow-Köpenick für ein 75 Hektar großes Gelände unter Berücksichtigung der örtlichen Gegebenheiten als Hanglage einen Bebauungsplan auszuarbeiten. Sein Gesamtplan für die Gartenstadt am Falkenberg in Bohnsdorf sah etwa 1500 Wohnungen für rund 7000 Einwohner vor. Dabei sollten sich – nach dem Vorbild englischer Reihenhäuser – Quartiere mit zweigeschossigen Zeilen aneinanderreihen, die im Rhythmus der ansteigenden  Topografie gestaffelt werden. Jedes Haus sollte eine eigene Farbe erhalten und Bezüge zum Garten und zu den öffentlichen Räumen haben.
Die Gestaltung der Außen- und Freianlagen übernahm Berlins erster freischaffender Gartenarchitekt Ludwig Lesser, der sich mit seinem sozialen Engagement und großflächigen Planungen in Berlin und Umland bereits einen Namen gemacht hatte. Falkenberg war die erste Siedlung, bei der den Mietergärten eine so hohe Bedeutung zugemessen wurde, dass ein Gartenarchitekt mit der einheitlichen Bepflanzung der bis zu 600 m² großen Parzellen beauftragt wurde. Spalierobst, Kletterpflanzen, Baumreihen und Hecken akzentuieren gekonnt die räumliche Gliederung des Areals.

## Realisierung

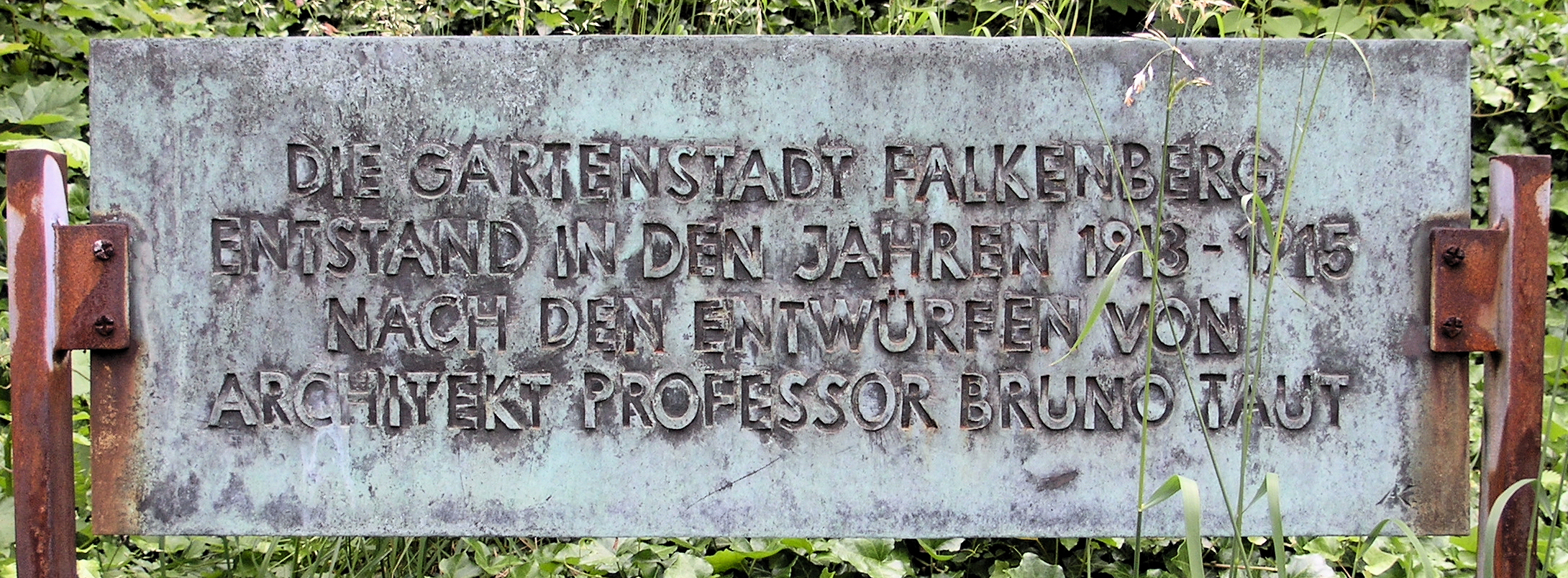
Gedenktafel am Haus Gartenstadtweg 53 in Bohnsdorf

Von der gesamten Planung wurden im ersten Bauabschnitt um den Akazienhof lediglich 34 Wohnungen und im zweiten Abschnitt am Gartenstadtweg 93 Wohnungen realisiert, da wirtschaftliche Schwierigkeiten und der Erste Weltkrieg die Bautätigkeit unterbrachen. Diese Gebäude stehen heute unter Denkmalschutz.
Nach der deutschen Wiedervereinigung gingen die zu DDR-Zeiten ungenutzten Flächen wieder an ihren ursprünglichen Eigentümer, die Berliner Bau- und Wohnungsgenossenschaft 1892, zurück. Bei einem beschränkten Realisierungswettbewerb, der 1992 von der Berliner Senatsverwaltung für Bau- und Wohnungswesen für die 40 Hektar große Brachfläche ausgelobt wurde, ging die Berliner Architektengemeinschaft Quick und Bäckmann als Sieger hervor. Ihr Konzept distanzierte sich vom Taut’schen Bauprogramm und interpretierte die Gartenstadtidee in einer anderen Form.

## Aufbau und Besonderheiten

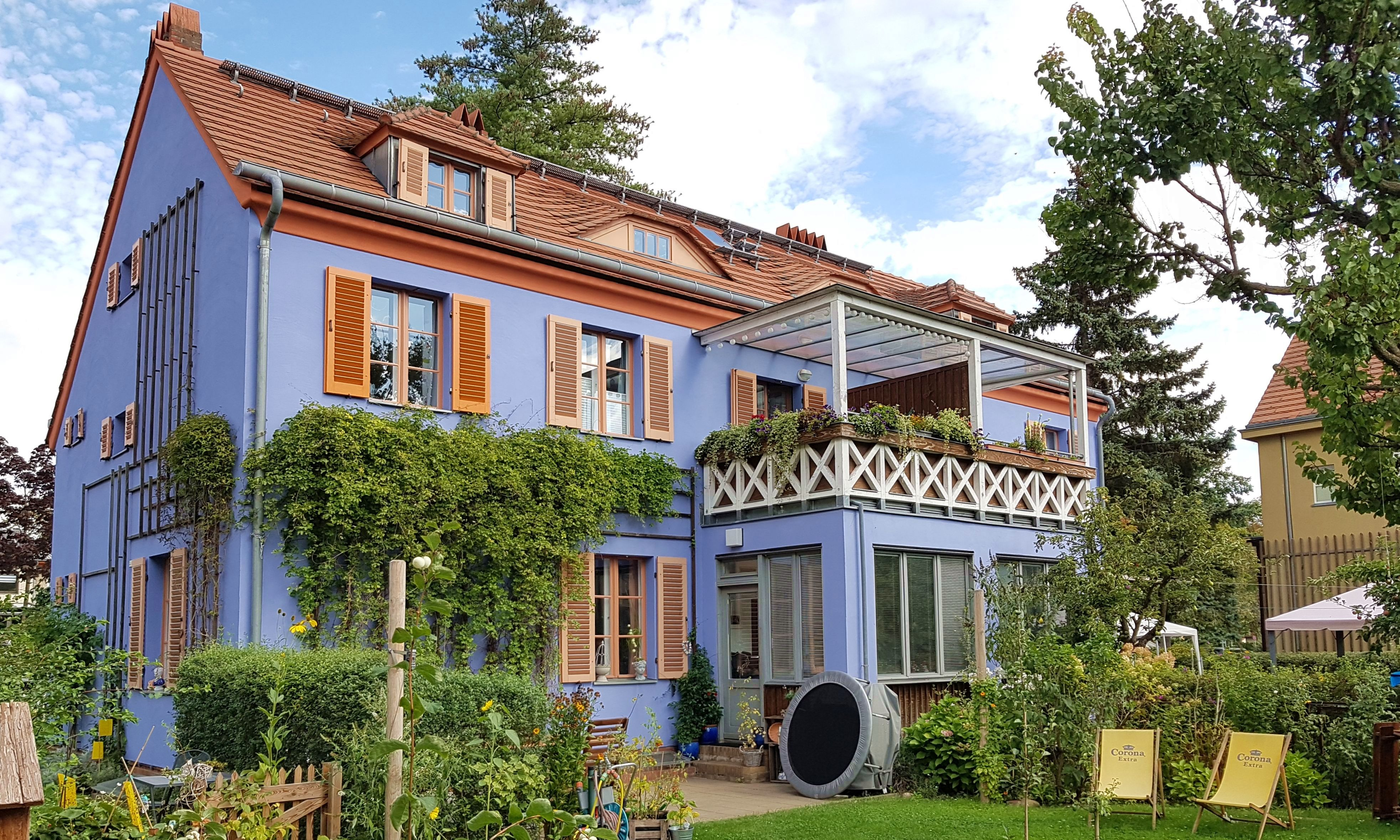
Familienhaus mit Garten

Hervorstechend ist die intensive Farbgebung, die der Wohnanlage den Beinamen Tuschkastensiedlung eingebracht hat. Diese Farbigkeit stand im Gegensatz zum seinerzeit unter dem Einfluss von John Ruskin vorherrschenden Grundsatz, dass nur die Materialfarben die „rechtmäßigen Farben“ der Architektur seien. Damit blieb allerdings jede abwechslungsreichere Farbgebung an einen entsprechenden Materialeinsatz gebunden. Bruno Taut dagegen verselbständigte die Farbe gegenüber dem Baustoff und schuf damit ein wirksames und billiges Mittel für eine neuartige Gestaltung im Wohnungsbau.
Beachtlich ist die abwechslungsreiche Gestaltung der Straßen und Plätze. Während andere Siedlungen dieser Zeit durch den Bau vieler gleicher Häuser oft eintönig wirken, spielte Taut mit der Achse von Straße und Platz. So steht zum Beispiel im Akazienhof das Kopfhaus nicht zentriert, sondern nach rechts verschoben zur Straße. Das Mehrfamilienhaus auf der nordwestlichen Seite ist um eine ganze Häuserlänge nach hinten versetzt. Auch die beiden Eingangshäuser stehen weder mit den angrenzenden Reihenhauszeilen noch miteinander auf einer Linie. So entsteht der Eindruck eines „gewachsenen“ Hofes.